# Кабардино-Балкарская Автономная Советская Социалистическая Республика
Кабардино-Балкарская Автономная Советская Социалистическая Республика (Кабардино-Балкарская АССР) (кабард.-черк. Къэбэрдей-Балъкъэр АССР, карач.-балк. Къабарты-Малкъар АССР) — административно-территориальная единица в РСФСР, существовавшая в 1936—1992 годах (в 1944—1957 годах носила название Кабардинская АССР).
Столица — город Нальчик.

## История
Кабардино-Балкарская АССР образована 5 декабря 1936 года путём преобразования Кабардино-Балкарской АО и выхода её из состава Северо-Кавказского края.
8 апреля 1944 года Президиум Верховного Совета СССР издал указ о депортации балкарцев и о переименовании Кабардино-Балкарской АССР в Кабардинскую АССР.
11 февраля 1957 года после реабилитации балкарцев и возвращения их на исконное место жительства Кабардинская АССР была вновь переименована в Кабардино-Балкарскую АССР.
31 января 1991 года было провозглашено преобразование Кабардино-Балкарской АССР в Кабардино-Балкарскую ССР. 24 мая того же года Съезд народных депутатов РСФСР это решение утвердил, внеся поправку в ст. 71 конституции РСФСР. Однако лишение Кабардино-Балкарии статуса АССР не согласовывалось со ст. 85 Конституции СССР до его распада в декабре 1991 года.
16 мая 1992 года Кабардино-Балкарская ССР была преобразована в Кабардино-Балкарскую Республику в составе Российской Федерации.

## Административное деление[6]

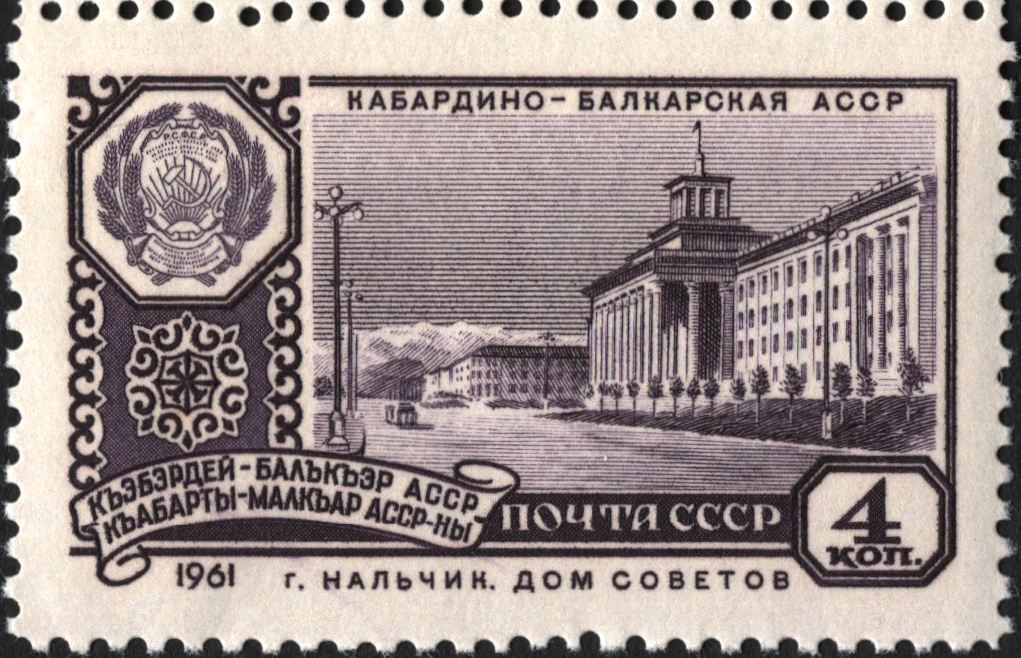
Почтовая марка СССР, 1961 год. Столицы автономных советских социалистических республик. Кабардино-Балкарская АССР. Нальчик, Дом Советов.

Первоначально республика делилась на 10 районов: Баксанский, Курпский, Нагорный, Нальчикский, Прималкинский, Терский, Урванский, Чегемский, Черекский и Эльбрусский.
В 1937 году образованы Кубинский, Лескенский, Майский, Малкинский и Прохладненский районы.
Через год был образован Хуламо-Безенгиевский район, а Малкинский район переименован в Зольский.
В 1944 году образован Урожайненский район.
В 1956 году Кубинский, Нагорный и Нальчикский районы были упразднены.
В 1959 году были упразднены Прималкинский и Урожайненский районы, а в 1962 году — Лескенский, Майский, Советский, Терский, Чегемский и Эльбрусский. Однако уже в 1965 Майский, Советский, Терский и Чегемский районы были восстановлены.
По состоянию на 17 января 1979 года в состав республики входили 3 города республиканского подчинения:
- Нальчик
- Прохладный
- Тырныауз

и 8 районов:
1. Баксанский — г. Баксан
2. Зольский — пгт. Залукокоаже
3. Прохладненский — г. Прохладный
4. Терский — г. Терек
5. Урванский — г. Нарткала
6. Майский — г. Майский
7. Советский — пгт. Советское
8. Чегемский — пгт. Чегем Первый

## Население
Динамика численности населения республики:
| Год  | Население, чел. | Источник           |
| ---- | --------------- | ------------------ |
| 1939 | 359 219         | Перепись 1939 года |
| 1959 | 420 115         | Перепись 1959 года |
| 1970 | 588 203         | Перепись 1970 года |
| 1979 | 674 605         | Перепись 1979 года |
| 1989 | 759 586         | Перепись 1989 года |

Национальный состав населения республики
| народ/год  | 1939   | 1959   | 1970   | 1979   | 1989   |
| ---------- | ------ | ------ | ------ | ------ | ------ |
| Русские    | 35,9 % | 38,7 % | 37,2 % | 35,1 % | 31,9 % |
| Кабардинцы | 42,4 % | 45,3 % | 45,0 % | 45,5 % | 48,2 % |
| Балкарцы   | 11,3 % | 8,1 %  | 8,7 %  | 9,0 %  | 9,4 %  |
| Украинцы   | 3,1 %  | 2,0 %  | 1,8 %  | 1,8 %  | 1,7 %  |
| Немцы      | 1,5 %  | …      | …      | 1,5 %  | 1,1 %  |
| Осетины    | 1,3 %  | 1,5 %  | 1,6 %  | 1,5 %  | 1,3 %  |